# MD2
MD2 (acrónimo inglés de Message-Digest Algorithm 2, Algoritmo de Resumen del Mensaje 2) es una función de hash criptográfica desarrollada por Ronald Rivest en 1989. El algoritmo está optimizado para computadoras de 8 bits. El valor hash de cualquier mensaje se forma haciendo que el mensaje sea múltiplo de la longitud de bloque en el ordenador (128 bits o 16 bytes) y añadiéndole un checksum. Para el cálculo real, se utiliza un bloque auxiliar 48 bytes y una tabla de 256 bytes generada indirectamente a partir de dígitos de la parte fraccionaria del número pi.

## Muestras
Una vez que se han procesado todos los bloques del mensaje alargado, el primer bloque parcial del bloque auxiliar se convierte en el valor de hash del mensaje.
Los hash MD2 de 128 bits (16 bytes) se representan típicamente como números hexadecimales de 32 dígitos. A continuación, se muestra una entrada ASCII de 43 bytes y el hash MD2 correspondiente:
```
MD2("Pancha") = 
f3103645f5a9166f14747a45a200bde1
```

Como resultado del efecto de avalancha en MD2, incluso un pequeño cambio en el mensaje de entrada generará un hash completamente diferente. Por ejemplo, cambiar la letra a por o en el mensaje da como resultado:
```
MD2("Pancho") = 
6a03e3d4d7564d2d8eef06f3b6c72556
```

## Seguridad
En 2009 el hash fue deshabilitado en OpenSSL y GnuTLS por ser vulnerable a ataques de colisión.